# Mohammed Osman
Mohammed (Mo) Osman (Al Qamishli, 1 januari 1994) is een Nederlands voetballer van Syrisch-Koerdische komaf die doorgaans als middenvelder speelt. In 2018 debuteerde hij in het Syrisch voetbalelftal.

## Clubcarrière
Osman speelde in de jeugd van DVV voordat hij in 2008 werd opgenomen in de opleiding van de Vitesse/AGOVV Voetbal Academie. In juli 2013 tekende Osman een contract bij Vitesse tot medio 2015, wat in mei 2015 werd verlengd tot 2016 met een optie voor nog twee seizoenen. Vanaf het seizoen 2015/16 is Osman onderdeel van de selectie van het eerste elftal.
Op 14 augustus 2015 debuteerde Osman op 21-jarige leeftijd in het eerste elftal van Vitesse, in de thuiswedstrijd tegen Roda JC Kerkrade (3-0). Osman verving in dit duel Marvelous Nakamba in de 81e minuut. Met Jong Vitesse eindigde hij in het seizoen 2016/17 op de zeventiende plaats en degradeerde daardoor naar de Derde divisie. Op 6 september 2017 werd zijn contract bij Vitesse ontbonden. Na een proefperiode tekende Osman een eenjarig contract bij Telstar.
Hij tekende in januari 2018 een contract tot medio 2020 bij Heracles Almelo, dat hem overnam van Telstar. Na een eenjarig verblijf in Qatar keerde Osman in de zomer van 2021 terug naar Nederland waar hij een contract tekende voor één seizoen bij Sparta Rotterdam.
In januari 2022 is het contract tussen Osman en Sparta Rotterdam verbroken. In juni 2022 vervolgde hij zijn loopbaan bij Lamphun Warriors in de Thai League 1.

## Clubstatistieken
| Seizoen         | Club             | Competitie      | Competitie | Competitie | Beker | Beker | Internationaal | Internationaal | Overig | Overig | Totaal | Totaal |
| Seizoen         | Club             | Competitie      | Duels      | Goals      | Duels | Goals | Duels          | Goals          | Duels  | Goals  | Duels  | Goals  |
| --------------- | ---------------- | --------------- | ---------- | ---------- | ----- | ----- | -------------- | -------------- | ------ | ------ | ------ | ------ |
| 2015/16         | Vitesse          | Eredivisie      | 1          | 0          | 0     | 0     | 0              | 0              | –      | –      | 1      | 0      |
| 2016/17         | Vitesse          | Eredivisie      | 3          | 0          | 2     | 0     | –              | –              | –      | –      | 5      | 0      |
| 2016/17         | Jong Vitesse     | Tweede divisie  | 27         | 8          | –     | –     | –              | –              | –      | –      | 27     | 8      |
| 2017/18         | Telstar          | Eerste divisie  | 19         | 7          | 1     | 0     | –              | –              | 0      | 0      | 20     | 7      |
| 2017/18         | Heracles Almelo  | Eredivisie      | 5          | 0          | 0     | 0     | –              | –              | –      | –      | 5      | 0      |
| 2018/19         | Heracles Almelo  | Eredivisie      | 31         | 5          | 2     | 0     | 0              | 0              | 2      | 0      | 35     | 5      |
| 2019/20         | Heracles Almelo  | Eredivisie      | 13         | 0          | 2     | 0     | 0              | 0              | 0      | 0      | 15     | 0      |
| 2020/21         | Al Kharaitiyat   | Stars League    | 21         | 3          | 4     | 2     | –              | –              | –      | –      | 25     | 5      |
| 2021/22         | Sparta Rotterdam | Eredivisie      | 12         | 0          | 0     | 0     | –              | –              | –      | –      | 12     | 0      |
| Carrière totaal | Carrière totaal  | Carrière totaal | 120        | 23         | 11    | 2     | 0              | 0              | 2      | 0      | 133    | 25     |

## Interlandcarrière
Osman speelde voor het Nederlands voetbalelftal onder 16. Nadat hij eerder uitnodigingen afwees, maakte hij op 6 september 2018 zijn debuut voor het Syrisch voetbalelftal in een vriendschappelijke wedstrijd tegen Oezbekistan (1-1). Hij maakte deel uit van de selectie op het Aziatisch kampioenschap voetbal 2019.